# Raimundo Rolón
Raimundo Rolón (Paraguarí, 14 marzo 1903 – Asunción, 17 novembre 1981) è stato un generale e politico paraguaiano.
È stato brevemente presidente del Paraguay in carica dal 30 gennaio al 27 febbraio 1949.